# Hoszcza
Hoszcza (ukr. Гоща) – osiedle na Ukrainie w rejonie rówieńskim obwodu rówieńskiego. Do 2020 roku stolica rejonu hoszczańskiego. Liczyła 5600 mieszkańców w 2023 r. Miasto jest położone nad Horyniem. W przeszłości stanowiło jeden z ośrodków polskiego arianizmu.

## Historia
W 1600 r. w Hoszczy Gabriel Hojski założył szkołę ariańską i zbór. Funkcjonowały one do 1648, do wybuchu rebelii Chmielnickiego. Tu w szkole ariańskiej uczył się Dymitr Samozwaniec I, a pierwszym ministrem zboru był Andrzej Lubieniecki (zm. 1623). W II poł. XIX wieku były widoczne jeszcze ruiny ariańskiej szkoły.
Do 17 września 1939 r. miasto znajdowało się w ówczesnym pow. rówieńskim w dawnym województwie wołyńskim II Rzeczypospolitej i stanowiło garnizon macierzysty batalionu KOP „Hoszcza”. Miejscowość była siedzibą gminy Hoszcza. We wrześniu 1939 r. miasto znalazło się w granicach ZSRR. Władze komunistyczne zorganizowały w miejscowości jeniecki obóz pracy przymusowej już w październiku 1939 r., w dawnych koszarach KOP, istniał do lutego 1941 r. Liczba jeńców była płynna, jednakże nigdy nie przekroczyła 600. Pod względem etnicznym najwięcej było Polaków. Żołnierze budowali szosę Równe – Korzec. Wykwalifikowani mechanicy i kierowcy pracowali w samym mieście – dzięki nim osadzeni posiadali informacje ze świata. Władze obozu wyliczyły, że za dzienne wyżywienie jeniec musiałby zapłacić 5 rubli 20 kopiejek, a za przerzucenie metra sześciennego ziemi ustalono zapłatę w wysokości jedynie 86 kopiejek. Aby zarobić na jedzenie, żołnierz musiał przerobić więc co najmniej sześć metrów sześciennych ziemi. Wyrobienie normy zajmowało ok. 14–16 godzin dziennie. Wobec jeńców stosowano drastyczne środki przymusu. Kiedy w marcu 1940 r. kilku żołnierzy odmówiło wyjścia na roboty z powodu braku odpowiedniej odzieży, NKWD przetrzymało ich przez kilka godzin na mrozie nagich. W czasie wolnym od pracy władze obozowe organizowały pogadanki, na których chwaliły dokonania ZSRR i rewolucji socjalistycznej. Obóz zlikwidowano w lutym 1941 r., jeńców przeniesiono do nowych obozów.
Podczas II wojny światowej Niemcy dokonali eksterminacji ludności żydowskiej. 20 maja 1942 roku SD z Równa i pluton 1. kompanii 33. pułku policji przy pomocy niemieckiej żandarmerii i ukraińskiej policji rozstrzelały na miejscu 670 Żydów. Pod koniec września 1942 w podobnej akcji rozstrzelano około 500 Żydów. W okresie pomiędzy obiema akcjami w Hoszczy istniało getto.
W 1943 roku miasto było schronieniem polskich uchodźców z rzezi wołyńskiej.
W czasie okupacji niemieckiej mieszkający tutaj Ukrainiec Ochrym Siroczuk oraz polskie małżeństwo Teofil i Brygida Kafarowie udzielali pomocy Żydom, za co po wojnie Instytut Jad Waszem uhonorował ich tytułami Sprawiedliwych wśród Narodów Świata.

## Zabytki
- zamek[9] Kierdejów-Hojskich, pozostały po nim resztki umocnień ziemnych[10]

- cerkiew pw. św. Michała z 1639 roku, przebudowana w XIX w.[10]
- Pałac w Hoszczy wybudowany prawdopodobnie w XVIII w., przebudowa XIX w., znajduje się w północnej części parku miejskiego. Obecnie (2005 r.) biblioteka[10].
- stacja pocztowa z połowy XIX w. zbudowana w stylu neogotyckim[10]